# Пам'ятник Луїсу де Камоенсу (Лісабон)
Пам'ятник Луїсу де Камоенсу — скульптурна композиція, присвячена найвизначнішому представнику португальської літератури епохи Відродження XVI століття, одному з основоположників сучасної португальської мови, поету Луїсу де Камоенсу. Пам'ятник розташований на площі, названій іменем поета.
Ідея спорудження пам'ятника з'явилася невдовзі після публікації в Парижі розкішного видання поеми Камоенса "Лузіади" (1817) та передувала відзначенню трьохсотих роковин поетової смерті  (1880 р). Однак ця спроба була невдалою.
Ініціатива поновилася вдруге 1855 року. Віктор Бастос, викладач Академії мистецтв і популярний скульптор, поспішив публічно подати проект пам’ятника 1859 року, який був дуже добре сприйнятий. Була створена центральна комісія по збору коштів на будівництво пам’ятника. Незабаром було зібрано достатньо грошей, причому істотний внесок зробила португальська діаспора в Бразилії.
Наріжний камінь фундамента монумента був урочисто закладений королем  Луїшем I 28 червня 1862 року у присутності його батька Фернанду II; 9 жовтня 1867 року Луїш I урочисто відкрив статую.